# 9094 Butsuen
9094 Butsuen este un asteroid din centura principală de asteroizi.

## Descriere
9094 Butsuen este un asteroid din centura principală de asteroizi. A fost descoperit pe 16 noiembrie 1995 la Ōizumi de Takao Kobayashi. El prezintă o orbită caracterizată de o semiaxă mare de 2,87 ua, o excentricitate de 0,05 și o înclinație de 3,5° în raport cu ecliptica.